# 陳觀泰
陳觀泰（英語：Chen Kuan Tai，1945年9月24日—），籍貫廣東省茂名市。曾在東南亞國術擂台賽上獲得輕重量級冠軍，曾被稱大聖劈掛門高手，2012年被逐出大聖劈掛門。
他是亞洲電視男藝員之中少數從未效力過無綫電視藝人的之一。

## 背景
陳觀泰小時候崇拜除暴安良、救人於危難的英雄人物，所以選擇學武。在培僑中學讀書時期，他因為習武的緣故，所以愛好運動，成了學校里有名運動員，尤其擅長足球和標槍。其中他曾以培僑中學學生身份參加由南華體育會舉辦的全港學運大會，創下當年大會標槍項目之最高歷史紀錄。中學畢業後不想上大學的陳觀泰步入社會，第一份工作是投考消防員。後來在參加社會活動時認識了一些拍電影的朋友，由此，與演藝圈有了接觸。大聖劈掛門第二代掌門陳秀中1954年收陳觀泰為徒，悉心栽培和訓練他打擂台，1969年帶他參加首屆東南亞國術邀請賽，一戰成名，獲得輕重量級冠軍，因此被邵氏看中，在片場當演員與龍虎武師。
而在1968年，他已加入邵氏南國實驗劇團訓練班，與白彪、楊澤霖、狄龍、鄧光榮以及高雄等人為同學。憑著堅實的功夫根基，陳觀泰因而得到導演張徹的提攜，成為著名武打名星。陳觀泰的爺爺和大聖劈掛門創始人耿德海是好朋友，所以在陳觀泰七八歲就已經開始接觸這門功夫，此後順理成章拜在耿德海的徒弟陳秀中門下。同屬一門的演員黃秋生是他的師弟，而演員、武術指導錢嘉樂則是他的師侄。
1972年，陳觀泰憑《馬永貞》一片成名及走紅。受張徹的影響，他亦當過導演，執導過《鐵馬騮》、《上海灘大亨》。2012年因被指忘恩負義、欺師滅祖而被掌門人陳秀中逐出師門。

## 個人生活
陳觀泰經多段婚姻，1976年邵氏影星蔡盈盈（藝名蔡珍妮，為趙式浩生母）為其未婚產下一女陳泳希，1977年離異。同年與台灣女星方怡珍結婚，1978年跟他誕下兒子陳駿祥，數年後離婚。1990年於澳洲迎娶趙婷婷，數年後離婚。2017年與當時43歲的湯利萍結婚。

## 演出作品

### 電視劇（麗的電視/亞洲電視）
- 1980年：人在江湖 飾  石家威
- 1980年：大地恩情之金山夢 飾 李大石
- 1983年：誓不低頭 飾 曾展鵬
- 1983年：誓不低頭續集 飾 曾展鵬
- 1983年：鐵膽英雄 飾 雷懷武
- 1986年：白髮魔女傳 飾 岳鳴珂
- 2005年：危險人物 之賭命  飾 劉有興
- 2010年：勝者為王 飾 符小波

### 電視劇（ViuTV）
- 2017年：詭探 飾 陳副處長

### 電視劇（其他）
- 暮然回首 台灣中視
- 俏妞行大運 台灣台視
- 廉政先鋒第二輯 飾 張天況
- 廉政先鋒第三輯：蛛網 飾 朱泰興
- 小寶與康熙 飾 洪安通
- 奇幻冒險王 飾 何柏欽

### 電影
- 龍虎鬥  (1970)
- 馬永貞  (1972) 飾 馬永貞
- 仇連環  (1972) 飾 仇連環
- 年輕人  (1972) 飾 何泰
- 水滸傳  (1972) 飾 史進
- 四騎士  (1972)
- 七十二家房客  (1973)
- 刺馬  (1973) 飾 黃縱
- 大刀王五  (1973) 飾 王五
- 五大漢  (1974)
- 五虎將  (1974)
- 少林子弟  (1974) 飾 洪熙官
- 方世玉與洪熙官  (1974) 飾 洪熙官
- 成記茶樓  (1974) 飾 大哥成
- 大哥成  (1975) 飾 大哥成
- 蕩寇誌  (1975) 飾 史進
- 新啼笑因緣 (1975) 飾 官少豐
- 七面人  (1975) 飾 羅金英
- 血滴子 (1975) 飾 馬騰
- 神打  (1975)
- 陸阿采與黃飛鴻  (1976) 飾 陸阿采
- 沙膽英  (1976) 飾 大哥成
- 八道樓子  (1976) 飾 江明坤
- 賭王大騙局  (1976) 飾 彭天石
- 洪熙官  (1977) 洪熙官
- 殘缺  (1978) 飾 杜天道
- 上海灘大亨 (1979) 飾 王進勇
- 萬人斬 (1980) 飾 冷天鷹
- 請帖 (1980) 飾 古非天
- 辛亥雙十  (1981)
- 千門八將  (1981)
- 千王鬥千霸  (1981) 飾 張烈
- 賊王之王  (1982) 飾 宮本
- 人皮燈籠  (1982) 飾 譚富
- 龍頭老大  (1982)
- 幫規 (1982)
- 楊過與小龍女 (1983) 飾 郭靖
- 風水二十年   (1983)
- 布衣神相  (1984) 飾 纖月蒼龍軒
- 洪拳大師  (1984)
- 上海灘十三太保  (1984)
- 霹靂智多星  (1986)
- 周成過台灣 (1987) 飾 周成
- 小偷阿星  (1989) 飾 陳元龍
- 義膽群英  (1989)
- 奇兵  (1989)
- 富貴兵團 (1990)
- 五虎將之決裂 (1991)
- 新義本無言  (1992) 飾 泰哥
- 運財五福星  (1996) 飾 雷天
- 我亞媽發仔瘟  (2004)
- 龍虎門  (2006)
- 殺人犯  (2009) 飾 泰哥
- 錦衣衛  (2010) 飾 法王
- 打擂台  (2010) 飾 阿成
- 鴻門宴傳奇 (2011) 飾 虬髯客
- 鐵拳男子 (2012) 飾 金獅
- 同謀  (2013) 飾 柴哥
- 惡戰 (2014)
- 大舞狮—关圣宫(2014)
- 師父 (2015) 飾 柴哥
- 一夜危機 (2016)
- 吧街小鲜肉 (2016) (網絡電影)
- 毒。誡 (2017)

## 外部連結
- 陳觀泰在香港影庫上的簡介